# Schmellenmühle
Schmellenmühle ist eine Wüstung im Stadtteil Bittenfeld der Stadt Waiblingen im baden-württembergischen Rems-Murr-Kreis.

## Lage
Der Wohnplatz Schmellenmühle lag auf der Gemarkung des heutigen Waiblinger Stadtteils Bittenfeld.

## Geschichte
Schmellenmühle wird bis 1936 als Wohnplatz genannt.